# Polycentropus carolae
Polycentropus carolae – gatunek chruścika z rodziny przyocznicowatych i podrodziny Polycentropodinae.
Gatunek ten opisany został po raz pierwszy w 2011 roku przez Stevena W. Hamiltona i Ralpha W. Holzenthala na łamach „ZooKeys”. Jako lokalizację typową wskazano okolice Nova Friburgo w brazylijskim stanie Rio de Janeiro. Epitet gatunkowy nadano na cześć trichopterolog Carol Flint.
Chruścik o ciemnobrązowym do czarnego ciele i brązowych odnóżach. Skrzydło przednie osiąga od 5,4 do 6,7 mm długości. Brak na skrzydle łatek z jaśniejszych szczecinek, dominują delikatne szczecinki czarne. Odwłok samca ma prawie trójkątne w widoku bocznym, a w widoku brzusznym nieco trapezowate ze słabo przewężonymi pośrodku bokami oraz lekko wklęśniętym brzegiem tylnym dziewiąte sternum. Długa, nieco dłuższa niż wysokość odwłoka, delikatnie dobrzusznie zakrzywiona, w widoku grzbietowym na niemal całej długości równośrednicowa i tylko u szczytu stopniowo zwężona przysadka pośrednia ma nieco rozszerzoną nasadę. Przysadka preanalna ma krótki, u szczytu trójkątnawy wyrostek mezolateralny połączony szeroko podstawą z doogonowo skierowanym, palcowatym wyrostkiem mezowentralnym tejże przysadki. Przysadka dolna jest w widoku brzusznym okrągława, z kolei w widoku bocznym krótka, trapezowata, o dość wysokiej, od góry prostej flance grzbietowo-bocznej i szerokim, ogonowo umieszczonym kolcu mezowentralnym. Przeciętnie krótka fallobaza ma wąski wyrostek wierzchołkowo-brzuszny z jednym szczytem, wąskie pasmo zesklerotyzowane endoteki i szeroki w widoku grzbietowym skleryt fallotremy. Y-kształtny skleryt subfalliczny ma szerokie wypustki boczne nóżki i długie ramiona.
Owad neotropikalny, endemiczny dla Brazylii.